# نشست بین کره‌ای سپتامبر ۲۰۱۸
نشست بین کره‌ای سپتامبر ۲۰۱۸، سومین و آخرین اجلاس بین کره‌ای در روند صلح ۲۰۱۸-۲۰۱۹ کره بود که به مدت سه روز از ۱۸ تا ۲۰ سپتامبر ۲۰۱۸ برگزار شد.
در ۱۳ آگوست ۲۰۱۸، کاخ آبی اعلام کرد که رئیس‌جمهور کره جنوبی قصد دارد طبق انتظار در سومین نشست بین کره‌ای با رهبر کره شمالی در سپتامبر در پیونگ یانگ شرکت کند.